# Leopold (priimek)
Leopoldje priimek v Sloveniji, ki ga je po podatkih Statističnega urada Republike Slovenije na dan 1. januarja 2010 uporabljalo 71 oseb.  

## Znani slovenski nosilci priimka
- Michael Leopold (vzdevek Leopold I.), raper, glasbenik in prevajalec
- Sandra Leopold, manekenka

## Znani tuji nosilci priimka
- Carl Gustav Leopold (1756—1829), švedski pesnik
- Josef Leopold (1889—1941), avstrijski nacionalsocialistični politik, gauleiter Spodnje Avstrije
- Josip Edgar Leopold (1881—1977), prior samostana v Pleterjah